# Faas Eliaslaan 31-33
De dubbele villa Faas Eliaslaan 31-33 is een gemeentelijk monument in Baarn in de provincie Utrecht. Het huis staat op het terrein van het vroegere terrein landgoed Schoonoord.
De villa's vormen met die op de Faas Eliaslaan 23-25, 27-29 en 35-37 een rij villa's die karakteristiek zijn voor het begin van de 20e eeuw. Beide woningen hebben een suite met een lange gang. Op de serres die over de hele breedte van de topgevels zijn gebouwd, is een balkon. De ingangen van de villa's bevinden zich tussen de serres in het iets terugwijkende middenstuk.